# غلوجة حسن بيغ
غلوجة حسن‌ بيغ هي قرية في مقاطعة هشترود، إيران. عدد سكان هذه القرية هو 277 في سنة 2006.